# Cixius compta
Cixius compta är en insektsart som beskrevs av Fowler 1904. Cixius compta ingår i släktet Cixius och familjen kilstritar. Inga underarter finns listade i Catalogue of Life.